# Granica austriacko-włoska
     Tyrol – Austria
     prowincja Bolzano – Włochy
     Prowincja Trydent – Włochy

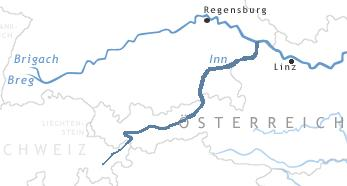
Rzeka Inn na tle granic państwowych

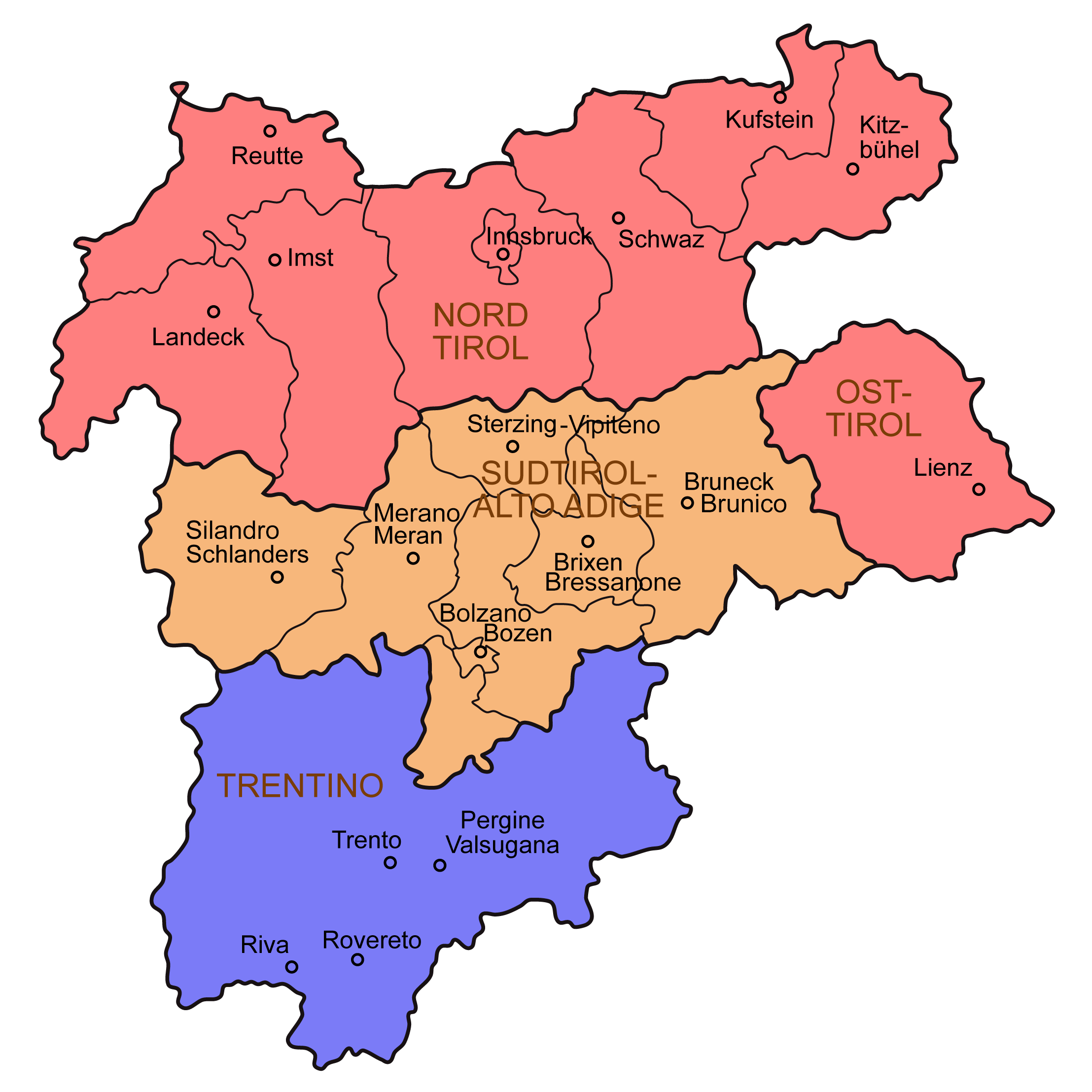
Mapa Tyrolu
Tyrol – Austria
prowincja Bolzano – Włochy
Prowincja Trydent – Włochy

Granica austriacko-włoska – granica państwowa ciągnąca się na długości 430 km, od trójstyku ze Szwajcarią na zachodzie do trójstyku ze Słowenią na wschodzie.
Granica zaczyna się od trójstyku ze Szwajcarią na południe od Landeck i podąża na wschód, po czym skręca na południe, do Toblach/Dobbiaco, po czym ponownie na wschód, do Villach.
Granica powstała w 1918 roku, po rozpadzie Austro-Węgier. 10 września 1919 roku na mocy traktatu w Saint-Germain-en-Laye Austria zrzekła się na rzecz Włoch terenów Południowego Tyrolu.